# Gustave Eiffel
Alexandre Gustave Eiffel (Digione, 15 dicembre 1832 – Parigi, 27 dicembre 1923) è stato un ingegnere e imprenditore francese.

Firma di Gustave Eiffel

Specialista in strutture metalliche, divenne famoso per la costruzione della torre Eiffel in occasione dell'Esposizione Universale di Parigi del 1889.

## Parigi
Alexandre Gustave Bönickhausen, detto Eiffel, nacque il 15 dicembre 1832 a Digione, in Francia, primogenito di Catherine-Mélanie (nata Moneuse) e Alexandre Bönickhausen. Il padre era discendente di Jean-René Bönickhausen, un tedesco di Marmagen stabilitosi a Parigi all'inizio del secolo; ritenendo il proprio cognome originario problematico perché difficile da pronunciare per i francesi, decise di cambiarlo in «Eiffel», dal nome delle montagne Eifel delle terre natie. Tuttavia, alla nascita il cognome del piccolo Gustave venne registrato come Bönickhausen, per poi mutare definitivamente in Eiffel nel 1880.
Gustave Eiffel nacque in un ambiente agiato: suo padre, ufficiale, aveva sposato una donna d'affari, imprenditrice nel commercio del legno e del carbone, con una solida fortuna personale. A causa delle incombenze e degli impegni materni il piccolo Gustave venne presto affidato alle cure della nonna: tuttavia, Catherine-Mélanie era una madre molto premurosa e stabilì con il docile figlio un rapporto strettissimo, destinato a perdurare sino al 1878, anno della sua morte. Nel frattempo, il giovane Gustave venne accompagnato al Lycée Royal di Digione: il suo percorso scolastico, tuttavia, fu discontinuo, fatta eccezione per gli ultimi due anni, dove si applicò agli studi con determinazione, riuscendo così a conseguire il baccalauréat in scienze e discipline umanistiche a pieni voti. Assai significativa per la sua formazione fu la figura dello zio Jean-Baptiste Mollerat, noto inventore di un procedimento per estrarre aceto dal legno, che introdusse Gustave allo studio della chimica.
Eiffel proseguì la sua formazione al Collège Sainte-Barbe di Parigi, così da prepararsi ai difficilissimi test d'ammissione all'École polytechnique e all'École Centrale des Arts et Manufactures. Eiffel sarebbe poi entrato in quest'ultima accademia, dove maturò un vivo interesse per la chimica, disciplina nella quale si specializzò a partire dal secondo anno di studi. Conseguì il diploma di ingegnere chimico nel 1855, anno in cui Parigi era stata scelta come sede dell'Esposizione Universale di quell'anno: Eiffel vi si sarebbe recato assiduamente, fruendo di un pass stagionale offertogli dalla madre.

## L'ingegnere Eiffel

### Nel segno di Charles Nepveu
Eiffel aveva studiato chimica nella prospettiva di diventare l'amministratore della prosperosa fabbrica di aceto e vernici dello zio. Una volta terminati gli studi, dunque, Eiffel era sicuro di venire impiegato in breve tempo e perciò iniziò a condurre una vita da bohémien: amava mettere in mostra le sue qualità di elegante cavaliere e di audace avventuriero, ed era sempre il primo quando si trattava di tirar di scherma, ballare o amoreggiare con le belle parigine come un vero dandy. Lo zio, tuttavia, era un autentico repubblicano («tutti i re sono dei furfanti» era una frase che amava ripetere) e, in virtù del suo credo politico, diede luogo a un'aspra disputa con sua sorella e il cognato bonapartista. Il deterioramento dei rapporti con il ricchissimo zio costrinse Gustave a lavorare senza paga alla polveriera di Châtillon-sur-Seine, trascorrendo mesi nella miseria.

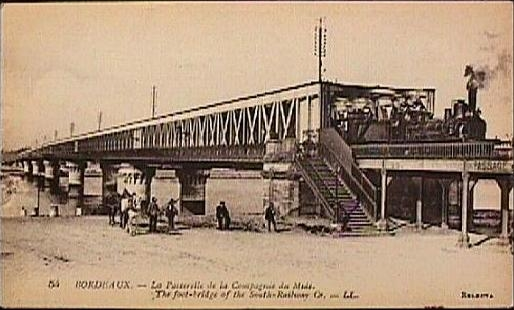
Cartolina del ponte Saint-Jean sulla Garonna, opera di cui Eiffel fu il direttore dei lavori

La fortuna tornò ad arridergli quando nel 1856 incontrò Charles Nepveu, ingegnere meccanico specializzato nella costruzione di strutture metalliche e nella produzione di materiale ferroviario. Eiffel, che con Nepveu aveva trovato una sistemazione più che soddisfacente, iniziò in questo modo a dedicarsi all'esercizio pratico dell'ingegneria nel servizio delle ferrovie francesi. Nepveu, dal suo canto, fu vivamente colpito dalla vocazione del giovane impiegato per l'ingegneria ferroviaria e, per questo motivo, decise di affidargli la direzione di un cantiere arduo e ambizioso, quello relativo alla costruzione del ponte Saint-Jean sulla Garonna. Già con questo suo primo incarico di rilievo Eiffel diede brillantemente prova di sé, applicando fra i primi l'aria compressa per la realizzazione delle fondazioni a pile tubolari.
Questo fu per l'Eiffel un periodo prospero. Con il ponte Saint-Jean aveva sensibilmente accresciuto la sua notorietà, e quello di ingegnere ferroviario era un lavoro che non solo gli garantiva la sicurezza dello stipendio, ma gli piaceva enormemente: in questo modo, infatti, aveva la possibilità di costruire strutture grandiose in grado di dominare la Natura e di stare nel suo elemento, l'aria aperta, con la gioviale compagnia dei suoi operai. Oltre che per il suo virtuosismo tecnico, egli ebbe anche modo di distinguersi per il suo coraggio: famoso è l'episodio in cui Eiffel, nuotatore provetto, riuscì a salvare uno dei chiodatori al servizio nel cantiere del ponte Saint-Jean, malauguratamente caduto nel fiume. Una volta giunti a riva, gli avrebbe detto: «Per cortesia, abbiate l'accortezza di legarvi saldamente in futuro».

### Marguerite, Marie, Laure
Meno fortunati furono i suoi rapporti con le donne: nel gennaio 1860, infatti, Eiffel annunciò ai genitori che voleva sposare una fanciulla di Bordeaux di nome Louise, appartenente a una famiglia abbiente che risultava proprietaria di un castello e di numerosissimi vigneti. La madre, ritenendo Gustave un mero cacciatore di dote, fece tuttavia di tutto per ostacolare il matrimonio, e i rapporti tra Eiffel e Louise finirono per incrinarsi irrimediabilmente. Esito analogo ebbero altri tre rapporti con ragazze appartenenti a famiglie altrettanto ricche, a tal punto che Eiffel, ormai disilluso, arrivò a scrivere alla madre:
(Gustave Eiffel)
Il suo desiderio si sarebbe avverato l'8 luglio 1862, giorno in cui Eiffel celebrò le nozze con la diciassettenne Marguerite Gaudelet, sua tenera amica d'infanzia: l'unione, coronata dalla nascita di cinque bambini, si sarebbe rivelata molto felice per entrambi i coniugi, che nel frattempo si erano trasferiti in una bella casa in rue de Prony. Nonostante la compagnia dell'amata Marguerite, il 1863 fu un anno tragico per l'Eiffel, funestato da una serie interminabile di disgrazie familiari. La sorella Marie, infatti, era stata ignominiosamente abbandonata dal marito Armand, esiliato in America; se già quest'evento lasciò Eiffel in uno stato di profonda prostrazione, ancora più drammatico fu il lutto della sorella Laure, stroncata prematuramente da un tumore alla gola. In ricordo dell'amata sorella, morta alle ore 4:00 dell'11 agosto 1864, Eiffel avrebbe chiamato Laure la secondogenita. Neanche Marguerite, tuttavia, godeva di buona salute, e a partire dal 1877 la sua salute iniziò a farsi sempre più gracile e cagionevole; Eiffel, profondamente logorato, avrebbe scritto ai genitori che «Marguerite soffre di un grave disturbo polmonare che non lascia speranze». Anche lei sarebbe scomparsa una mattina di settembre, in seguito a un violento accesso di vomito ematico.

## La Maison G. Eiffel

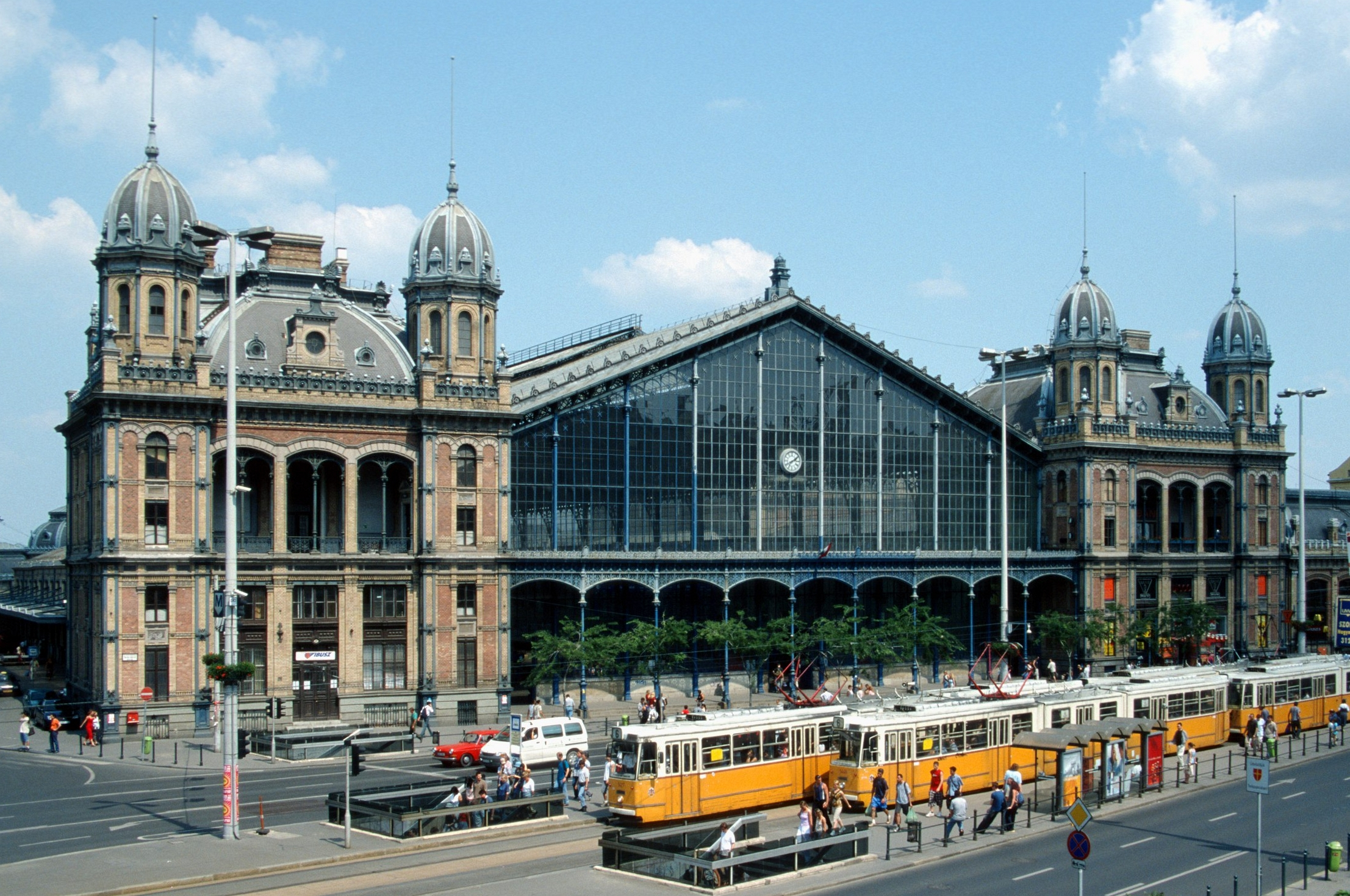
Prospetto frontale della stazione di Budapest-Nyugati, progettata da Eiffel nel 1878

Nel 1867, grazie ai generosi aiuti finanziari della famiglia, Eiffel riuscì a fondare una propria impresa, la «Maison G. Eiffel - Ateliers de constructions métalliques», aprendosi uno spazioso atelier al n. 48 di Rue Fouquet, a Levallois-Perret, un comune alle porte di Parigi. In questo modo Eiffel ebbe modo di proseguire le sue ricerche sulla metallurgia, «studiando in particolare l'unione degli elementi in ferro e ghisa, le armature ad arco, il lancio delle travate metalliche, i piloni quadrangolari controventati e quelli a costolatura curva e brevettando un sistema per ponti smontabili».
Questi suoi studi vennero poi direttamente applicati nelle sue ardite realizzazioni: a Garabit progettò il ponte ferroviario più alto del mondo, con una grande arcata a falce che, aprendosi nella valle della Truyère, sembrava sorreggere senza sforzo alcuno la linea ferroviaria soprastante, e suoi sono anche i viadotti metallici della Sioule e di Neuvial lungo la linea Commentry-Gannat. In Francia, Eiffel avrebbe realizzato ben quarantadue ponti e viadotti ferroviari, costruzioni che in breve tempo divennero il suo marchio di fabbrica. Grazie a queste costruzioni robuste, resistenti al vento ed esteticamente gradevoli, la cui realizzazione era resa possibile con l'applicazione di formule matematiche da lui stesso ideate per il calcolo dell'elasticità del ferro forgiato, Eiffel consolidò ulteriormente la propria fama.
Eiffel, nel frattempo, si guadagnò presto un grande prestigio anche all'estero, soprattutto nelle colonie francesi. A Tân An, nel Vietnam meridionale, progettò un imponente viadotto ferroviario, e gran parte del fatturato della sua ditta proveniva dalla commercializzazione di manufatti prefabbricati in terre d'oltremare. A Pest, in Ungheria, edificò una stazione ferroviaria che combinava le varie strutture in mattoni con un'audace tettoia in vetro. Fu una soluzione che conobbe un grande successo, analogo a quello riscosso dal ponte sul Douro a Porto, costruzione che fu salutata dai contemporanei come un capolavoro dell'ingegneria moderna. Eiffel era molto apprezzato anche nel continente americano, dove lasciò una propria impronta con la progettazione dell'intelaiatura in ferro forgiato della Statua della Libertà, senza la quale la costruzione della colossale struttura sarebbe stata impossibile. Notevole anche la cupola mobile dell'osservatorio astronomico di Nizza, struttura che comprendeva «un anello galleggiante nell'acqua, e quindi con un minimo attrito, che permetteva facilmente di ruotare a mano una cupola di 110 tonnellate».

## Eiffel e la sua torre

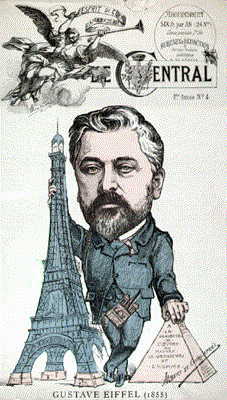
Caricatura pubblicata il 14 febbraio 1887 sul giornale Le Temps raffigurante Gustave Eiffel mentre sfiora con la mano destra la sommità della sua torre

Ancora più celebre e controversa fu la torre Eiffel, costruzione alla quale il nome di Eiffel è indissolubilmente legato.
L'opera, realizzata in occasione dell'Esposizione universale di Parigi del 1889, intendeva non solo ribadire la grandeur della Francia, bensì anche esaltare le infinite possibilità offerte dall'utilizzo dell'acciaio, che proprio in quegli anni stava conoscendo un impetuoso sviluppo. La costruzione dell'opera, impensabile se non utilizzando le nuove tecnologie, fu portata a termine in soli tre anni, dal 1886 al 1889. L'audace costruzione, che si proponeva dunque come la testimonianza più alta di una sincera e ottimistica fiducia nel progresso, suscitò tuttavia violentissime proteste, provenienti anche da letterati e artisti illustri, come Émile Zola e Guy de Maupassant. Tuttavia, terminata l'esposizione, la torre, nata come struttura provvisoria, non venne mai più smontata, poiché ci si rese conto che senza di essa il panorama urbano di Parigi si sarebbe inevitabilmente snaturato. «Ben piantata sulle gambe arcuate», commentò un giornalista dell'epoca, «solida, enorme, mostruosa, brutale, si direbbe che sprezzando i fischi e gli applausi essa vada di colpo a ricercare, a sfidare il cielo, senza occuparsi di ciò che si agita ai suoi piedi».
Dal punto di vista tecnico, la torre si poggia su quattro piloni a struttura verticale, bloccati nelle fondazioni di calcestruzzo, che seguono un andamento curvilineo, sino a ricongiungersi in un unico, enorme traliccio presso la sommità. La sensazione che ne deriva è quella di una struttura agile e slanciata: ciò malgrado, il profilo della torre Eiffel non risponde a esigenze estetiche, bensì a considerazioni di fisica e di matematica legate alla necessità di contrastare la furiosa forza del vento, che a quelle altezze avrebbe compromesso l'equilibrio dell'intera struttura (la torre, alta all'epoca 312 metri, è stata tra l'altro l'edificio più alto del mondo sino al 1930, anno della costruzione del Chrysler Building). Per la prima volta nella storia dell'architettura, dunque, «non è l’uomo a imporre la propria idea ma sono le stesse leggi della natura, interpretate attraverso la scienza delle costruzioni, a determinare le forme più idonee.»
Verso la fine del secolo, l'imprenditore britannico Edward Watkin chiese a Eiffel di progettare una torre simile alla torre Eiffel a Londra che avrebbe preso il nome di Watkin's Tower. Tuttavia, l'ingegnere rifiutò sostenendo che, se avesse proceduto con la creazione della Watkin's Tower, i suoi connazionali non l'avrebbero presa bene.

## Lo scandalo di Panama e gli ultimi anni
Nel 1887 Eiffel fu coinvolto nella costruzione del canale di Panama, concertata dall'imprenditore francese Ferdinand de Lesseps. Eiffel ebbe un ruolo fondamentale nel progetto, siccome fu il primo a ideare un sistema di chiuse composto da conche: «non ho mai creduto che un canale potesse essere costruito sul livello del mare» avrebbe poi detto l'ingegnere «e sono stato uno dei pochi a votare contro questo progetto all'assemblea del 1869 della Geographic Society. Monsieur Ferdinand de Lesseps non ha mai dimenticato questo mio voto. Ciononostante, ho seguito i lavori da vicino». Eiffel, tuttavia, non portò mai a termine la costruzione delle conche: la compagnia di Lesseps aveva prosciugato i capitali ed era accusata di aver orchestrato una truffa ai danni dei piccoli investitori e di aver dilapidato enormi somme in denaro in cambio di favori e concessioni da parte dei politici.
Anche Eiffel fu coinvolto in questo scandalo politico e finanziario e, insieme ad altri quattro funzionari della Panama Canal Company (ormai in bancarotta), dovette fronteggiare un processo sotto il capo d'accusa di frode messa in atto contro gli azionisti, che, avendo ormai perduto i loro magri risparmi, erano ormai ridotti sul lastrico. Eiffel, condannato a due anni di carcere e al pagamento di 4000 dollari di multa, fu poi assolto nel 1893 dalla Suprema Corte di Cassazione.
Affatto scalfito dallo scandalo di Panama, negli anni successivi a questa turbolenta vicenda Eiffel nel 1890 lasciò la direzione della sua impresa di costruzioni, che sino ad allora aveva fruttato circa 150 milioni di franchi e, ora che aveva il tempo e i mezzi, si dedicò allo studio di aerodinamica e di aerologia, prendendo spunto da alcune problematiche poste all'epoca dal progetto della torre. Intraprese una lunga serie di esperimenti, destinati a influenzare non poco lo sviluppo delle ali e dei propulsori a elica degli aeroplani, e nel 1912 aprì un laboratorio ad Auteuil, dove determinò sperimentalmente le misure di resistenza di modelli d'ali, di dirigibili, di aeroplani e di strutture simili in una galleria del vento a ciclo aperto appositamente costruita. Frutto di questi suoi esperimenti furono le Recherches expérimentales sur la résistance de l'air, scritte nel 1907 e seguite nel 1913 da La resistenza dell'aria e l'aviazione, libro che gli fruttò la medaglia d'oro Langley della Smithsonian Institution.
Nel frattempo, Eiffel non trascurò gli affetti familiari; ormai ritiratosi presso un'elegante palazzina al n. 1 di rue Rabelais, a due passi dagli Champs-Élysées, qui trascorse serenamente la propria vecchiaia insieme alla figlia Claire, che intrattenne sempre un rapporto fatto di affettuosa e reciproca stima con il suo «cher papa». Gustave Eiffel morì a Parigi il 27 dicembre 1923, stroncato da un ictus. Oggi riposa nel cimitero di Levallois-Perret.

## Eiffel e l'«architettura degli ingegneri»

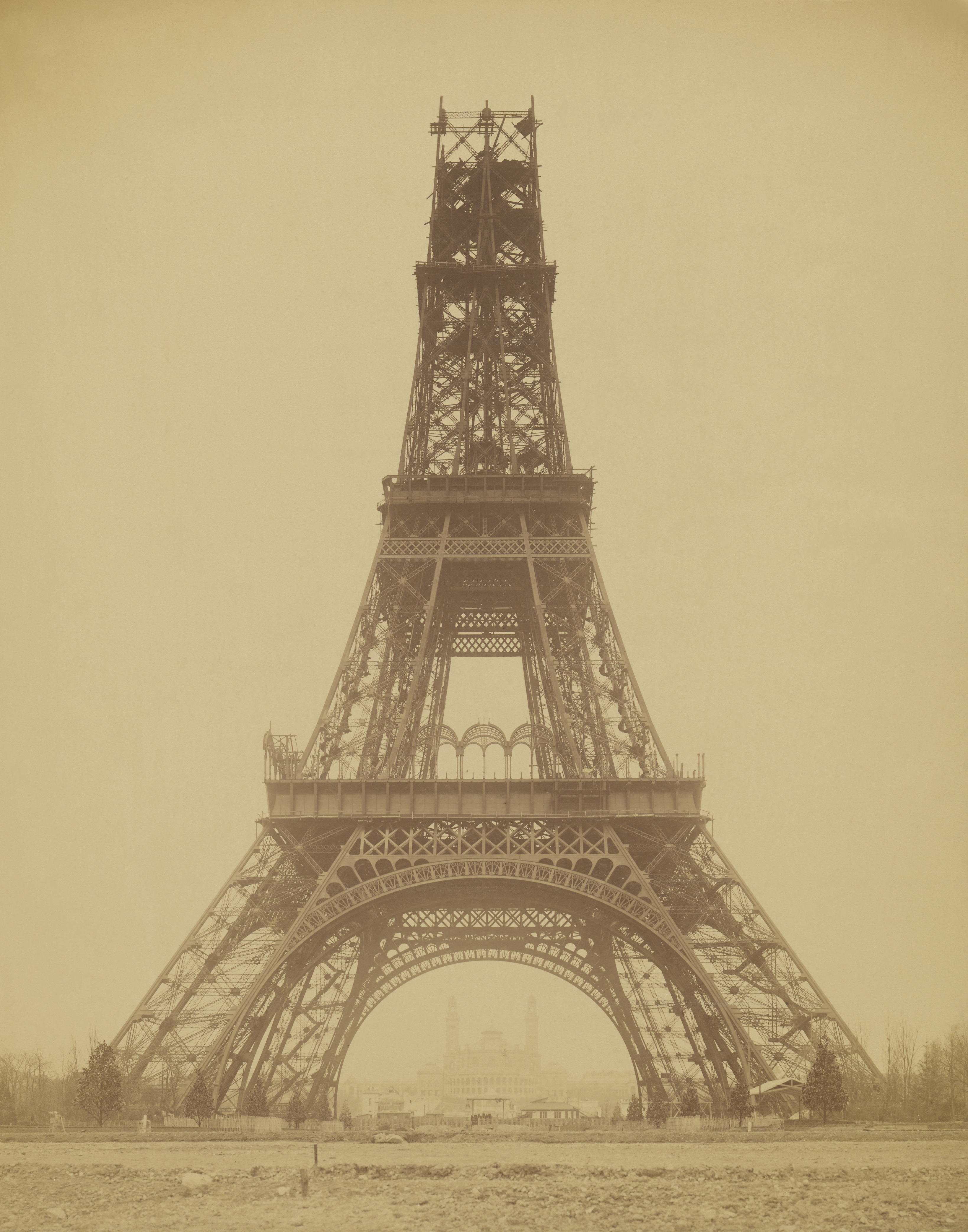
Louis-Emile Durandelle, La Torre Eiffel (23 novembre 1888), Getty Center, Los Angeles

La figura professionale di Gustave Eiffel è inscindibile dal contesto storico del tempo, animato dai fermenti della seconda rivoluzione industriale. Quest'ondata di rinnovamento coinvolse anche l'architettura, la quale conobbe in questi anni uno sviluppo senza precedenti grazie all'entrata in produzione di nuovi materiali da costruzione, come la ghisa, l'acciaio e il vetro. In questo modo entrò in crisi la figura dell'architetto, la quale, pur essendo in possesso di una solida formazione artistica, non poteva certo confrontarsi con questi nuovi materiali, dei quali non conosceva né le caratteristiche né le potenzialità. Vincente fu invece la figura dell'ingegnere che, pur non disponendo delle stesse competenze artistiche degli architetti, poteva contare su una solida preparazione tecnica e costruttiva. «L'architettura degli ingegneri», come venne prontamente battezzata, fu dunque la più alta espressione di una «democratizzazione dell'architettura», siccome a determinare il successo di un edificio non era più il gusto estetico del singolo costruttore, bensì l'applicazione corretta dei metodi matematici (accessibili a tutti) al calcolo delle strutture edili.
Eiffel è stato uno degli interpreti più convinti di questo fervore progressista. Egli, infatti, intuì subito le innumerevoli possibilità legate all'uso del ferro e decise prontamente di spostare la propria ricerca artistica dal piano delle forme a quello delle funzioni. Secondo Eiffel, infatti, un edificio non deve tanto rispondere a considerazioni di tipo estetico, né tanto meno all'estro arbitrario del progettista, bensì deve obbedire a determinati requisiti di sicurezza, di funzionalità e di economicità. Non a caso, la visione architettonica di Eiffel (che in ogni caso si può estendere a diversi altri architetti del periodo, come Labrouste, o Paxton) ebbe modo di esprimersi soprattutto nelle cosiddette «grandi strutture», ovvero ponti, viadotti, stazioni ferroviarie e padiglioni espositivi. Nelle opere di Eiffel, in particolare, è facile vedere «come non ci sia un'idea formale alla base, [siccome il] risultato si ottiene con la coerenza progettuale derivata dallo studio tecnico e costruttivo»; opere costruite secondo questi principi furono la torre Eiffel, della quale abbiamo già parlato, o il ponte ferroviario di Garabit, dove è stato adottato l'arco a sezione variabile proprio per evitare che le varie sollecitazioni esterne andassero a compromettere l'equilibrio dell'intera struttura. Altra cifra stilistica fondamentale delle opere di Eiffel è la «sincerità strutturale», secondo la quale «ogni elemento della costruzione è conformato e posizionato in base a ciò che deriva dall'analisi statica della struttura stessa»: esemplare, in tal senso, è il profilo della torre Eiffel, descritto da un motivo statico che si ottiene «imponendo la condizione di uniforme resistenza e compressione ed anche un carico laterale uniformemente distribuito, cioè il vento, su tutta la struttura», e non da particolari esigenze estetiche.